# Tempelj Halasuru Somešvara, Bangalore
Tempelj Halasuru Someshwara stoji v soseski Halasuru v Bangaloreju, Karnataka, Indija. Je eden od starih templjev v mestu, ki segajo v obdobje Čola, posvečen je hindujskemu bogu Šivi. Večji dodatki ali spremembe so bile narejene v poznem obdobju imperija Vidžajanagara pod vladavino Hiriya Kempe Govda II..
Templje Somešvara so zgradili Čalukja iz Kaljanija v Karnataki. V tem obdobju vidimo tamilske napise, saj je bilo naseljenih nekaj Mudaliarjev (Tuluva Velala). Ti Mudaliarji, prvotno govoreči Tulu, so se naselili v delih TN, zlasti v Arcotu.

## Legenda
V Gazetter of Mysore (1887) Benjamin Lewis Rice opisuje legendo za posvetitvijo templja. Kempe Govda je med lovom odjahal daleč stran od svojega glavnega mesta Jalahanka. Ker je bil utrujen, je počival pod drevesom in zaspal. Lokalno božanstvo Somešvara se mu je prikazalo v sanjah in mu naročilo, naj zgradi tempelj v njegovo čast z uporabo zakopanega zaklada. V zameno bi poglavar prejel božansko naklonjenost. Kempe Govda je našel zaklad in vestno dokončal tempelj.
Po drugi različici legende je kralj Džajapa Govda (1420-1450 n. št.) iz manjše dinastije Jelahanka Nada Prabhus lovil v gozdu blizu sedanjega območja Halasuru, ko se je pod drevesom počutil utrujenega in sproščenega. V sanjah se je pred njim pojavil moški in mu povedal, da je pod mestom, kjer spi, zakopan lingam (univerzalni simbol boga Šive). Naročeno mu je bilo, naj ga pridobi in zgradi tempelj. Džajapa je našel zaklad in sprva zgradil tempelj iz lesa.
Drugo poročilo pripisuje tempelj dinastiji Čola, kasneje pa ga je obnovil Jelahanka Nada Prabhus.

## Načrt templja
Po Michellu načrt templja sledi številnim osnovnim elementom arhitekture Vidžajanagare, čeprav v manjšem obsegu. Tempelj ima kvadratno svetišče (garbhagriha), ki je obdano z ozkim prehodom. Svetišče je povezano z zaprto [[mandapa|mandapo]g (dvorano), katere stene krasijo pilastri in skulpture v frizu. Zaprta mandapa je povezana s prostorno odprto mandapo, sestavljeno iz štirih velikih štrlečih obokov (območje med štirimi stebri). Stebri, ki vodijo do svetišča, in tisti, ki gledajo navzven iz odprte mandape, so standardni stebri Jali (mitska zver). Vzhodna gopura je dobro izvedena tipična stavba iz 16. stoletja.
- Brahma samba se doji v vzhodni smeri templja, ki je visok približno 18 čevljev in ima osnovni polmer 2 čevljev.

V kompleksu je več pomembnih skulptur in okrasnih elementov. V bližini visokega stolpa nad vhodnimi vrati (gopura) stoji impresiven steber (kambha ali Nandi (bik)). Sam stolp prikazuje dobro oblikovane podobe bogov in boginj iz hindujske mitologije. Odprto mandapo sestavlja oseminštirideset stebrov z vrezanimi božanstvi v frizu. Na severu je tempelj navagraha (svetišče za devet planetov) z dvanajstimi stebri, od katerih vsak steber predstavlja svetnika (riši). Na vhodu v svetišče sta skulpturi dveh »čuvarjev vrat« (dvarapalak). Druga pomembna umetniška dela so skulpture, ki prikazujejo kralja Ravano, kako dviguje goro Kailaš, da bi pomiril boga Šivo, Durge, ki ubija Mahišasuro (demona), podobe najanmarskih svetnikov (tamilski šaivatski svetniki), upodobitve Girija Kaljana (poroka Parvati bogu Šivi), saptariši (sedem modrecev hindujskega izročila). 
Nedavna izkopavanja na mestu templja so razkrila obstoj tempeljske cisterne (kaljani), ki bi lahko bila stara 1200 let.

## Galerija
- Vhodna gopura ali prehod templja Ulsur v Bangaloreju (okoli 1868), avtor Henry Dixon, iz zbirk Arheološkega raziskovanja Indije[6]
- Tempelj Someshwara leta 1890
- Bogato okrašena odprta mandapa (dvorana) v templju Somešvara v Halasuruju
- Upodobitev Girija Kaljana (poroka Parvati z bogom Šivo)
- Durga ubija Mahišasuro (demona)
- Mantapa stebri v templju Somešvara v Halasuruju